# Eenrum
Eenrum – miasto w północnej Holandii, w prowincji Groningen. Około 1500 mieszkańców.

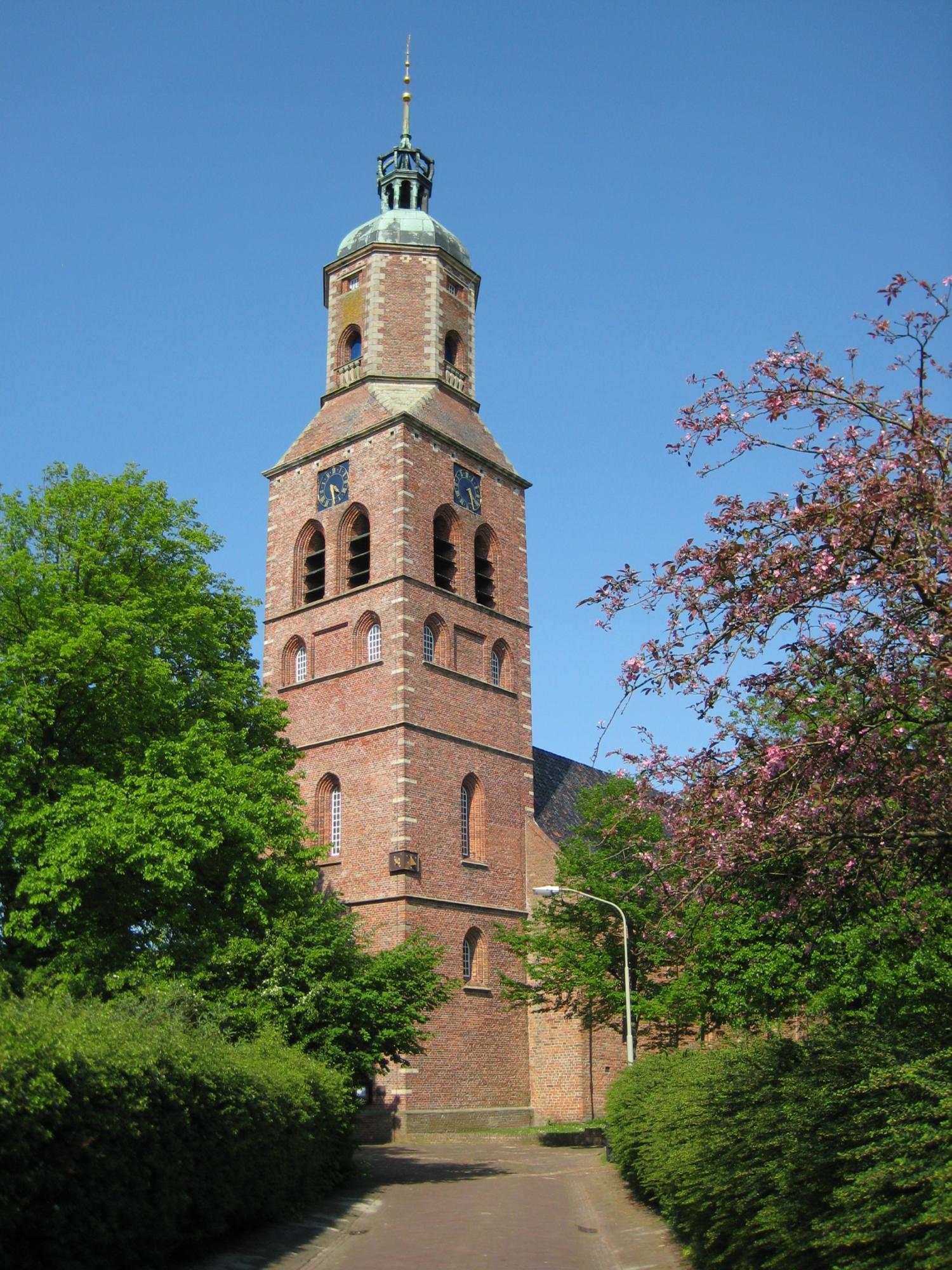
Eenrum